# Elliptiska gammafunktionen
Elliptiska gammafunktionen är en generalisering av q-gammafunktionen, som igen är en generalisering av den ordinära gammafunktionen. Den definieras som
{\displaystyle \Gamma (z;p,q)=\prod _{m=0}^{\infty }\prod _{n=0}^{\infty }{\frac {1-p^{m+1}q^{n+1}/z}{1-p^{m}q^{n}z}}.}
Den satisfierar ett flertal identiteter:
{\displaystyle \Gamma (z;p,q)={\frac {1}{\Gamma (pq/z;p,q)}}\,}
{\displaystyle \Gamma (pz;p,q)=\theta (z;q)\Gamma (z;p,q)\,}
och
{\displaystyle \Gamma (qz;p,q)=\theta (z;p)\Gamma (z;p,q)\,}
där θ är q-thetafunktionen.
Om {\displaystyle p=0} blir den den oändliga q-Pochhammersymbolen:
{\displaystyle \Gamma (z;0,q)={\frac {1}{(z;q)_{\infty }}}.}